# Der Taucher

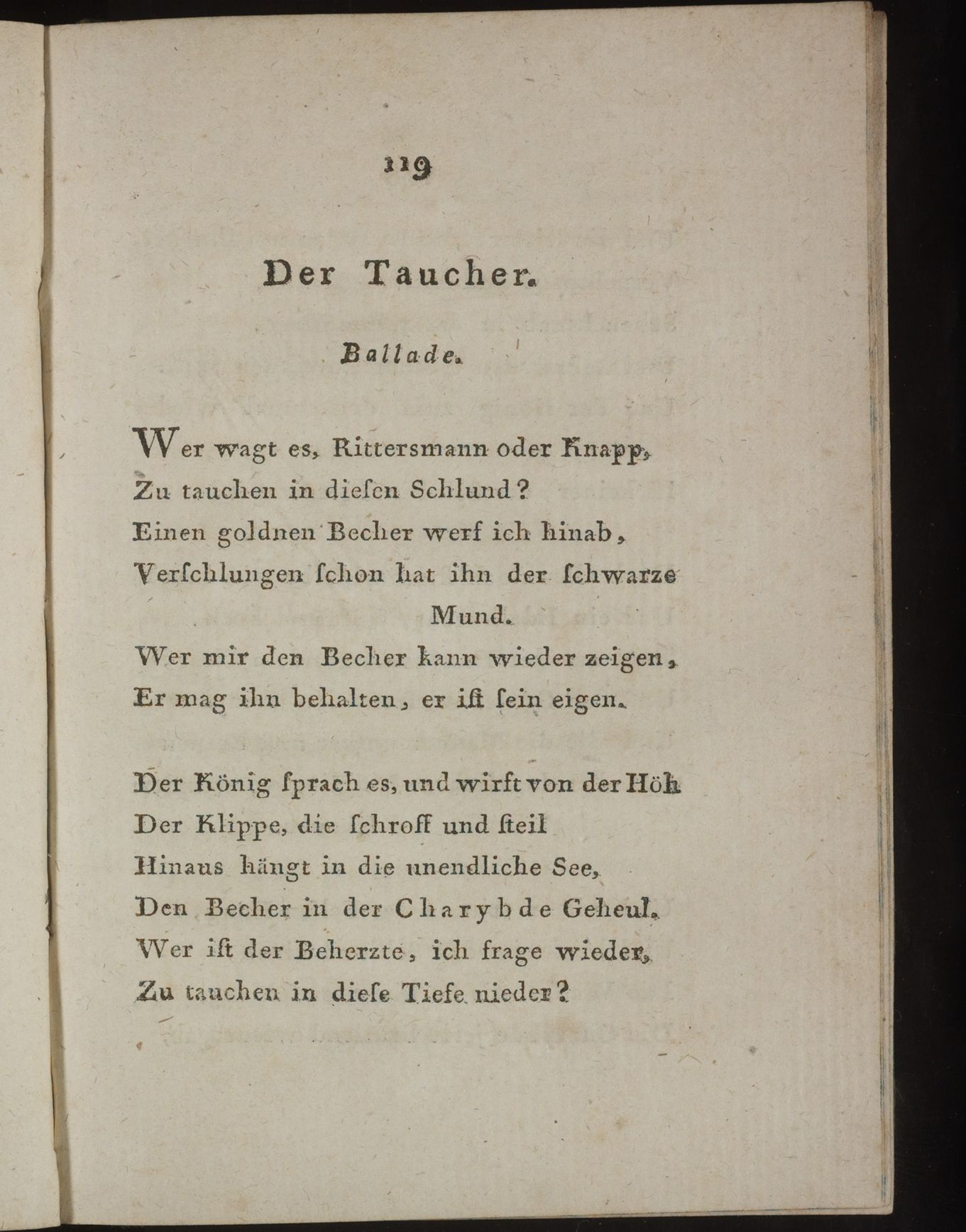
Musen-Almanach 1798

 Die Ballade Der Taucher verfasste Friedrich Schiller im Balladenjahr 1797 für den von ihm herausgegebenen Musen-Almanach für das Jahr 1798. Sie beschreibt den Wagemut eines Edelknaben, der sich in den als Schlund der Charybdis bezeichneten Meeresstrudel stürzt, um sich den goldenen Becher zu gewinnen, den sein König dort hineingeworfen hat. Es gelingt ihm, den Becher zurückzubringen, und er berichtet ausführlich von den Schrecken der Tiefe, die er durchlebt hat, ohne jedoch den Meeresboden zu erreichen (Es freue sich, wer da athmet im rosichten Licht. / Doch der Mensch versuche die Götter nicht…). Der König verspricht ihm zu dem Becher noch einen kostbaren Ring, wenn er den Abstieg noch einmal versuche und ihm Kunde bringe von des Meers tiefunterstem Grunde. Die Königstochter fleht ihren Vater an, das grausame Spiel genug sein zu lassen. Doch der König wirft den Becher abermals in den Strudel und verspricht dem Jüngling, ihn nicht nur zum trefflichsten Ritter zu erheben, sondern ihm auch seine Tochter zur Frau zu geben. Dieser Verlockung kann der Jüngling nicht widerstehen. Abermals stürzt er hinunter auf Leben und Sterben, doch dieses Mal bringt ihn die aufsteigende Brandung nicht wieder zurück an die Oberfläche.

## Textbeginn
Friedrich Schiller

Der Taucher

Vollständiger Text bei Wikisource
Wer wagt es, Rittersmann oder Knapp,

Zu tauchen in diesen Schlund?

Einen goldnen Becher werf ich hinab,

Verschlungen schon hat ihn der schwarze Mund.

Wer mir den Becher kann wieder zeigen,

Er mag ihn behalten, er ist sein eigen.

Der König sprach es, und wirft von der Höh

Der Klippe, die schroff und steil

Hinaus hängt in die unendliche See,

Den Becher in der Charybde Geheul.

Wer ist der Beherzte, ich frage wieder,

Zu tauchen in diese Tiefe nieder?

## Zur Motivgeschichte
Die Ballade beruht auf einem älteren Sagenstoff. Der Ort des Geschehnisses ist Sizilien (vgl. der Charybde Geheul). Schiller, der sein Lebtag nie das Meer sah, informierte sich über die „spitzen Korallen“, den „stachlichte[n] Roche“, den „Klippenfisch“, „des Hammers gräuliche Ungestalt“ und den „entsetzliche[n] Hay“, die die Ballade nennt, vermutlich aus den „beiden Fischbücher[n]“, die Goethe ihm geliehen hatte und am 16. Juni 1797 wieder bei ihm abholen ließ.
Inzwischen war die Ballade fertiggestellt unter lebhafter Anteilnahme Goethes: „Leben Sie recht wohl und lassen Ihren Taucher je eher je lieber ersaufen“, hatte er Schiller am 10. geschrieben und am 14.: „Ich [...] wünsche daß der Taucher möge glücklich absolvirt sein“; dazwischen vermerkt Goethes Tagebuch am 11. Juni: „Zu Schiller, verschiednes über Charactere, seine Taucherromanze, über Comödie.“ Am 19. Juni hatte Schiller dann auch schon sein „kleines Nachstück zum Taucher“, Der Handschuh, beendet und am folgenden Tag mit einem auf den 18. datierten Brief an Goethe abgesandt.
Was Schiller bei der Darstellung des charybdischen Strudels inspirierte, sei dahingestellt. Goethe war davon jedenfalls so beeindruckt, dass er sich beim Anblick des Rheinfalls, den er am 18. September 1797 auf seiner Schweizreise besuchte, daran erinnerte. Am 25./26. September schrieb er Schiller aus Stäfa am Zürichsee: „Bald hätte ich vergessen Ihnen zu sagen daß der Vers: es wallet und siedet und brauset und zischt pp sich bei dem Rheinfall trefflich legitimirt hat; es war mir sehr merkwürdig wie er die Hauptmomente der ungeheuern Erscheinung in sich begreift. Ich habe auf der Stelle das Phänomen in seinen Theilen und im ganzen wie es sich darstellt zu fassen gesucht und die Betrachtungen, die man dabei macht, sowie die Ideen die es erregt abgesondert bemerkt. Sie werden dereinst sehen, wie sich jene wenigen Dichterischen Zeilen gleichsam wie ein Faden durch dieses Labyrinth durchschlingen.“
Als Schillers Vorlage für die Fabel kommt das Kinderbuch Tisch-Gebete und Unterhaltungen in Liedern und Versen, besonders der Jugend gewidmet von Christian Gottlieb Göz (1746–1803) in Frage, das 1790 von dem Hof- und Canzlei Buchdruker Christoph Friedrich Cotta gedruckt und verlegt worden war. In einem Cotta gehörenden Haus hatte Familie Schiller 1767–1775 in Ludwigsburg gewohnt, und Cotta hatte sowohl 1767–1769 Schillers Vater als auch 1780 Schillers medizinische Dissertation verlegt. Das genannte Kinderbuch erzählt in dem Abschnitt Unterhaltungen mit Kindern über Tische auf S. 50–52 die Tauchersage. Auszug: „Siehe, sagte der König, diesen großen goldenen Becher werfe ich hinein, - er ist dein, wenn du ihn herausholst! Rasch sprang der Taucher hinten drein -!“
Anscheinend hat der Taucher nur in dieser Fassung und in Schillers Ballade keinen Namen. Sonst heißt er Nicolaus oder Nicola Piscis oder Pesce (Nikolaus oder Niklas Fisch), Cola (Klaus) Pesce oder ähnlich (aus der sizilianischen Legende vom Colapesce). Schiller war dieser Name jedoch völlig fremd, wie er Goethe am 7. August 1797 schrieb: „Herder hat mir nun auch unsre Balladen, die ich ihm communicirt hatte, zurückgeschickt; was für Eindruck sie aber gemacht haben, kann ich aus seinem Briefe nicht erfahren. Dagegen erfahre ich daraus, daß ich in dem Taucher bloß einen gewissen Nicolaus Pesce, der dieselbe Geschichte entweder erzählt oder besungen haben muß, veredelnd umgearbeitet habe. Kennen Sie etwa diesen Nic. Pesce, mit dem ich da so unvermuthet in Concurrenz gesetzt werde?“
Angesichts dessen kann eine gedruckte Vorlage Schillers nur Gözes Kinderbuch gewesen sein. Natürlich schließt das nicht aus, dass Schiller auch durch mündliche Erzählung, zum Beispiel Goethes, der dabei dem Taucher keinen Namen gab, an den Stoff gekommen sein kann.
Christian Gottlieb Göz hatte seinerseits das Buch Nützliches Allerley des Quedlinburger Pastors Johann August Ephraim Goeze (1731–1793), in dem der Taucher Cola Pesce und Niklas Fisch genannt wird, als Quelle benutzt.

## Vertonungen
Der Text wurde von Johann Heinrich Carl Bornhardt († 1843) für Klavier- und auch für Gitarrenbegleitung vertont.
Des Weiteren wurde der Text von Franz Schubert für seine Balladenvertonung 'Der Taucher' (erste Fassung 1814; zweite Fassung 1815) genutzt.
Riccardo Zandonais Erstlingsoper La coppa del re hat Der Taucher als literarische Vorlage. Das Libretto schrieb Gustavo Chiesa.

## Weiterverwendungen
Heinz Erhardt hat das Thema in seinem Sinne genutzt.